# 華頂博信
華頂博信（日语：／ Kachō Hironobu，1905年5月22日—1970年10月23日），是伏見宮家的皇族，後臣籍降下為華族（侯爵），他也是海軍軍人和貴族院議員，階位是海軍大佐勲一等侯爵。皇族時稱（伏見宮）博信王。

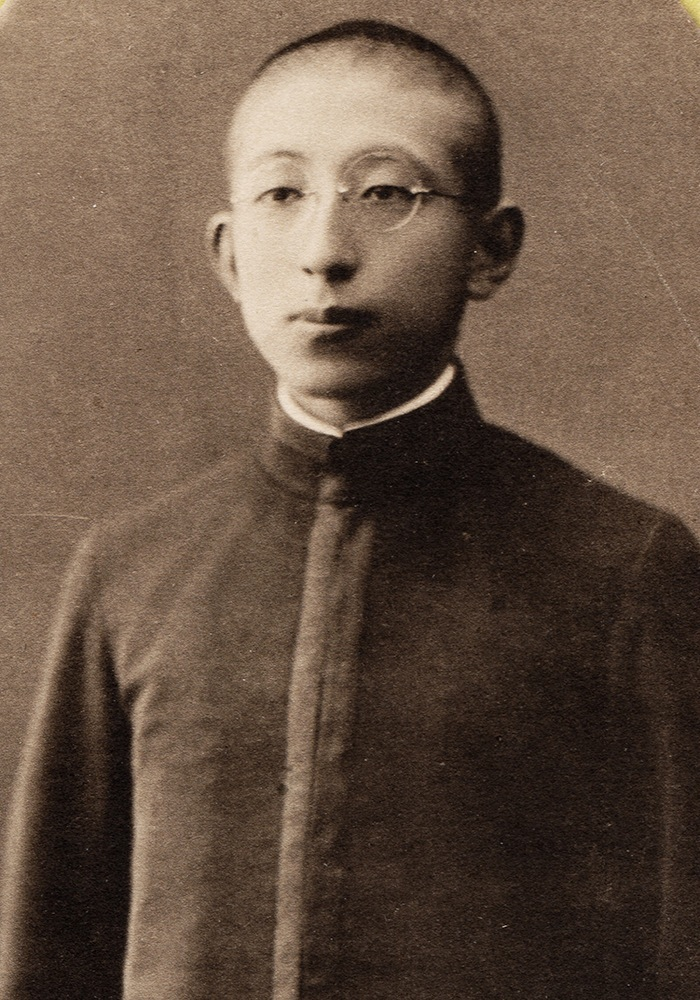
华顶博信

## 經歷
博信王是1925年（大正十四年）第53期海軍兵學校學生，當天（7月14日）同日成為海軍少尉候補生及「磐手」乘員，翌年（1926年、大正十五年）12月1日昇海軍少尉及任命為山城號戰艦乘員。昭和十二年七月畢業。
同年，博信王在10月19日接受勲一等旭日桐花大綬章，並於12月7日臣籍降下，以華頂家号賜為侯爵，列入華族，承襲了因其兄長華頂宮博忠王去世而斷絕的華頂宮家。
1932年（昭和七年）12月就任「愛宕號重巡洋艦」分隊長，後歷任「曙」水雷長、「漣」水雷長及軍令部員。1935年（昭和十年）以侯爵就任貴族院議員。
1939年（昭和十四年）10月擔任海軍大學校教官，1945年（昭和二十年）7月15日補任海軍水雷學校教官，階級為海軍中佐。同年9月5日進級海軍大佐，11月編入予備役。
二次大戰後後，華頂博信在1951年（昭和二十六年）與妻子華子離婚，是舊皇族第一位離婚的人。

## 关于僭称者华顶博一
目前，有人以华顶博一或冈崎华顶、冈崎祐一的名义活动于YouTube、Twitter、Facebook上。
此人自称“旧皇族华顶宫当主”、「高祖父伏见贞爱、曾祖父伏见博恭、祖父华顶博信、父亲华顶博祐
。但、在根据华族令修订的记载华族全1011家家谱的《平成新修旧華族家系大成》中，无法找到华顶博一和其父华顶博祐的相关记载。
并且、华顶博一自称是由伏見博明为代表的健全环境株式会社日本文化振興会的副代表，但这一情况无法通过登记册副本确认。
现在，华顶博一所主张的的身份已经被证实为虚假，其与华顶宫家没有任何血缘关系。

## 家族
- 父：伏見宮博恭王
- 母：徳川經子（德川慶喜第九女）
- 兄弟：博義王 - 恭子女王 - 博忠王 - 博信王 - 敦子女王 - 知子女王 - 博英王
- 妻：華子（閑院宮載仁親王第五女、後離婚。）
- 子：
  - 博道
  - 博孝 - 伏見博英養子。

日本映畫製作者聯盟事務局次長華頂尚隆是其孫，博道之子。